# When a Man Loves a Woman – Eine fast perfekte Liebe
When a Man Loves a Woman – Eine fast perfekte Liebe (Originaltitel: When a Man Loves a Woman) ist ein US-amerikanisches Melodram aus dem Jahr 1994 um das Schicksal einer Familie, die die Alkoholabhängigkeit der Mutter entdeckt und damit umzugehen lernen muss.

## Handlung
Die Schulberaterin Alice, der Pilot Michael Green und ihre beiden Töchter Jess und Casey sind eine normale, glückliche Familie. Alice gleitet jedoch nach und nach in den Alkoholismus ab. Sie vernachlässigt ihre Kinder und versucht ihre Sucht zu verheimlichen. Erst als sie unter der Dusche zusammenbricht, gesteht sie sich ein, Alkoholikerin zu sein. Nach einer erfolgreichen Therapie ist das Familienleben dennoch schwer belastet. Michael und Alice haben zunehmend Eheprobleme, da sie nach der Therapie verändert ist, womit er nicht zurechtkommt.

## Kritiken
„Ein mißlungener Versuch, der Wirklichkeit beizukommen. Der Darstellung des Problems Alkoholismus mit seinen Folgeerscheinungen und -schäden mangelt es an der gebotenen Deutlichkeit; sie dient lediglich als Folie für ein gepflegtes Liebes- und Familiendrama.“

„Dieses sehr tränenselige Rührstück gehört zu jenen Filmen, mit denen Meg Ryan immer mal wieder abseits des ausgetretenen Pfades ihrer Liebeskomödien bestehen möchte. Eine halbwegs ernsthafte Auseinandersetzung mit dem Massenproblem Alkoholismus ist diese Schnulze dennoch nicht geworden. Zu Beginn lässt sich das noch ganz passabel an, doch in der zweiten Hälfte drücken Drehbuch und Regie nur noch penetrant auf die Tränendrüse. Auch auf der Leinwand wird heftig (und beinahe pausenlos) geschluchzt: Selbst Andy Garcia sondert mit treudoofem Bernhardinerblick einen Sturzbach nach dem anderen ab. Dadurch werden auch die wenigen, gut beobachteten Szenen aus dem ersten Drittel ihrer Wirkung beraubt. Sehenswert ist der Film hingegen für solche, die noch eine jungfräuliche Packung Papiertaschentücher zu Hause haben und nicht wissen, wohin damit“